# De Wolden

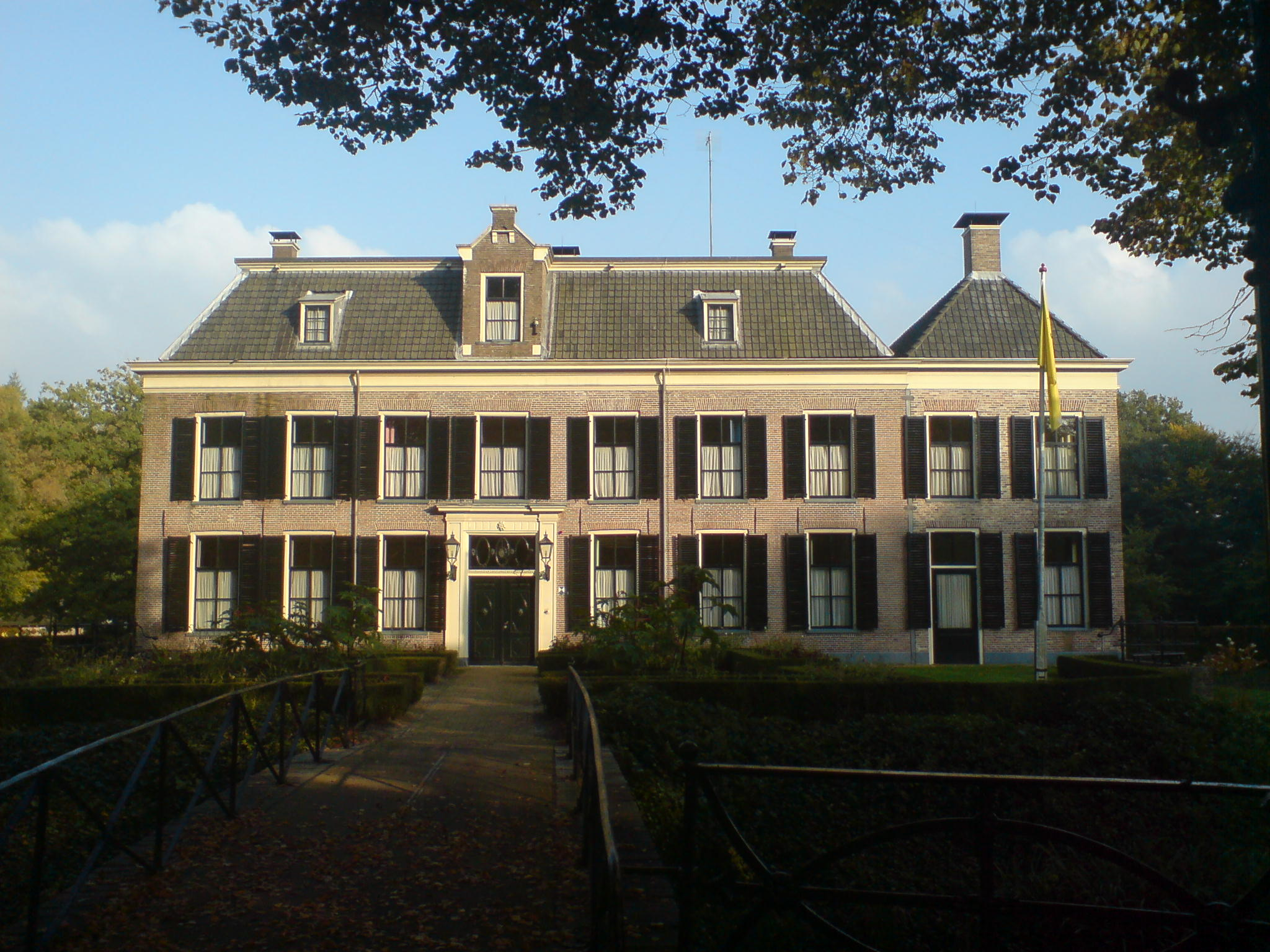
Herrenhaus Echten

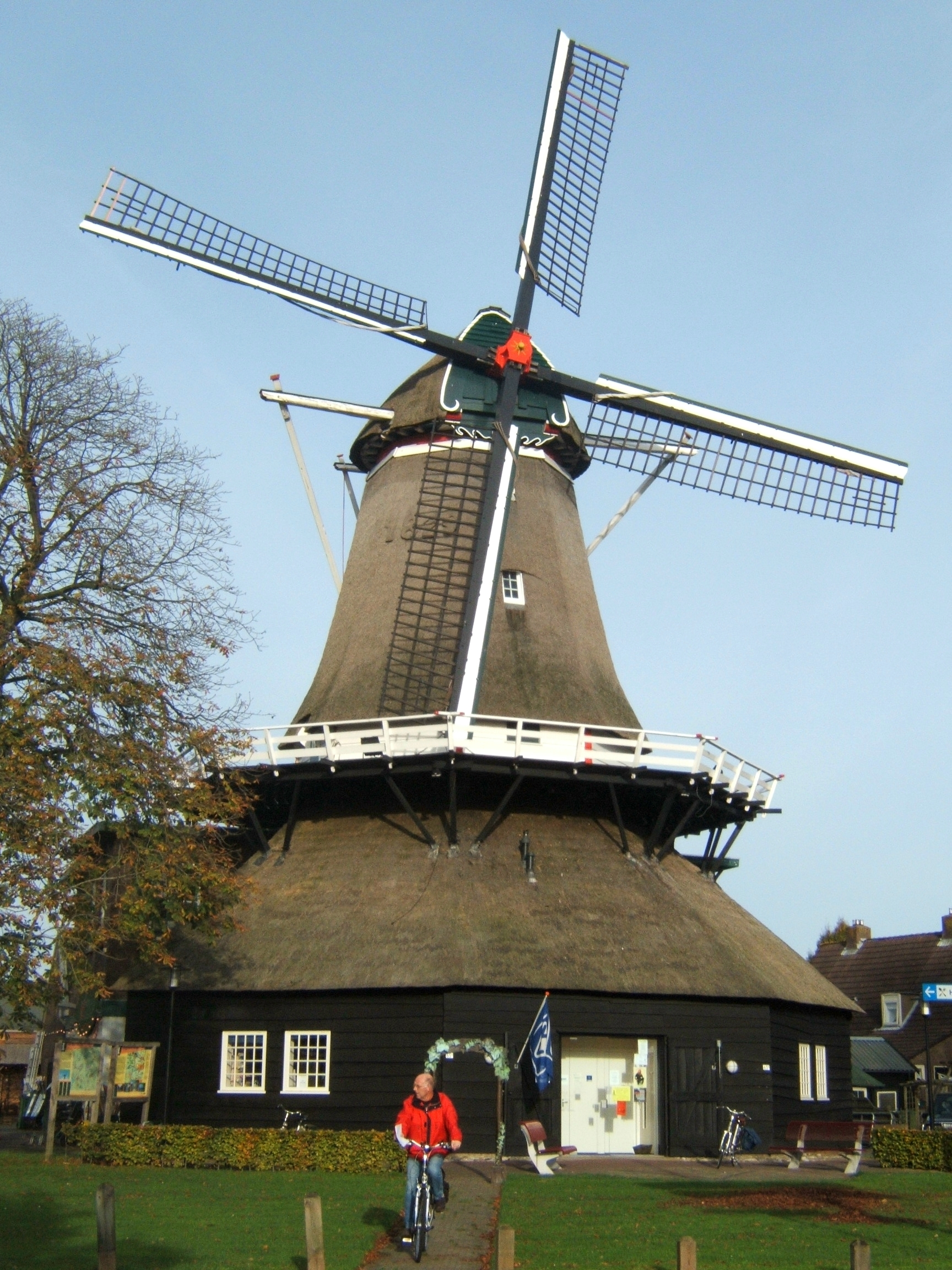
Wieker Mühle

De Wolden (anhörenⓘ) ist eine Gemeinde in der nordöstlichen niederländischen Provinz Drenthe. Sie hat 24.665 Einwohner (Stand 1. Januar 2025) und eine Fläche von 226 km².

## Geographie

### Lage
Die Gemeinde liegt im Süden der Provinz Drenthe, zwischen Meppel und Hoogeveen. Die Gemeinde wird durchquert von der Autobahn A28 Zwolle – Hoogeveen – Assen – Groningen und einer Eisenbahnlinie zwischen diesen Städten. Einen Bahnhof gibt es aber nicht. Südwestlich von De Wijk liegt Staphorst (Provinz Overijssel).

### Ortsgliederung
Die Gemeinde umfasst 17 offizielle Ortsteile (kernen). Der Sitz der Gemeindeverwaltung befindet sich in Zuidwolde.
| Ortsteil        | Einwohner |
| --------------- | --------- |
| Zuidwolde       | 6.365     |
| Ruinen          | 3.585     |
| De Wijk         | 2.990     |
| Ruinerwold      | 2.790     |
| Koekange        | 2.420     |
| Kerkenveld      | 910       |
| Oosteinde       | 840       |
| Alteveer        | 805       |
| Veeningen       | 720       |
| Fort            | 665       |
| Linde           | 595       |
| Drogteropslagen | 560       |
| Echten          | 380       |
| Ansen           | 355       |
| Koekangerveld   | 150       |
| Berghuizen      | 145       |
| Eursinge        | 115       |

Weitere, nicht offizielle Ortsteile (41 Bauerschaften) sind:
| - Anholt - Armweide - Bazuin - Benderse - Blijdenstein - Bloemberg - Braamberg - Buitenhuizen - Bultinge | - De Oude Tol - De Stapel - De Stuw - De Tippe - Dickninge - Dijkhuizen - Drogt - Dunnigen | - Eemten - Engeland - Gijsselte - Haalweide - Hoge Linthorst - Kraloo - Lubbinge - Lunssloten | - Middelveen - Nolde - Oosterwijk - Oshaar - Oud Veeningen - Paardelanden - Pieperij - Rheebruggen | - Schottershuizen - Schrapveen - Steenbergen - Struikberg - Ten Arlo - Vuile Riete - Wemmenhove - Witteveen |

## Geschichtliches; Namenserklärungen
- Alteveer: Der Name kommt von: al te ver (Deutsch: allzu weit), nämlich von Zuidwolde aus.
- de Wijk: Der Ort wurde 1176 erstmals urkundlich erwähnt; im Dorf liegen zwei „havezaten“ (Herrenhäuser): Dunninge und Dickninge, das seit 1325 bis etwa zur Reformation im 16. Jahrhundert ein Kloster der Benediktiner beherbergt hatte.
- Echten: Der Ort wurde 1181 erstmals urkundlich erwähnt; der Name kommt entweder von „echte“ – das ist ein einem höheren Herrn höriger Hof – oder von „echte“ (= Acht), weil im 12. Jahrhundert ein ungehorsamer Gutsherr als Strafe hierher verbannt worden sein soll. Eine Adelsfamilie siedelte sich hier dann an, nannte sich Van Echten und tat jahrhundertelang viel Gutes für ihre Untertanen im Dorf.
- Koekange: Der Name kommt von Koe-gang, Kuh-Weidegang, Wiese. Die Siedlung, erstmals 1141 erwähnt, ist eine „veenkolonie“, eine Kolonie von Torfstechern und ihren Herren aus der Provinz Groningen.
- Ruinen: Der zweifellos viel ältere Ort Ruynen wurde 1139 erstmals urkundlich erwähnt; ein Otto von Ruinen wird als Dienstmann des Utrechter Bischofs (der damals Herr über ganz Drenthe und Overijssel war) genannt. Er ließ in Ruinen ein Benediktinerkloster gründen, das später nach De Wijk umzog.
- Zuidwolde: Von der Geschichte ist wenig bekannt, weil das Dorfarchiv 1824 durch einen Brand verloren ging. Die erste Erwähnung stammt aus dem Jahr 1275.

## Politik

### Gemeinderat
Nach den Wahlen 1997, 2002, 2006, 2010, 2014, 2018 und 2022 verteilen sich die 19 Sitze des Gemeinderats auf die einzelnen Parteien und Gruppierungen wie folgt:
| Partei/Gruppierung         | 1997     | 2002     | 2006     | 2010     | 2014     | 2018     | 2022     |
| -------------------------- | -------- | -------- | -------- | -------- | -------- | -------- | -------- |
| Gemeentebelangen De Wolden | 4 Sitze  | 6 Sitze  | 5 Sitze  | 6 Sitze  | 8 Sitze  | 8 Sitze  | 9 Sitze  |
| CDA                        | 4 Sitze  | 4 Sitze  | 4 Sitze  | 4 Sitze  | 3 Sitze  | 3 Sitze  | 3 Sitze  |
| VVD                        | 5 Sitze  | 4 Sitze  | 4 Sitze  | 4 Sitze  | 3 Sitze  | 4 Sitze  | 2 Sitze  |
| GroenLinks                 | —        | 1 Sitz   | 1 Sitz   | 1 Sitz   | 1 Sitz   | 1 Sitz   | 2 Sitze  |
| PvdA                       | 4 Sitze  | 3 Sitze  | 4 Sitze  | 2 Sitze  | 2 Sitze  | 1 Sitz   | 1 Sitz   |
| D66                        | 0 Sitze  | 0 Sitze  | —        | 1 Sitz   | 1 Sitz   | 1 Sitz   | 1 Sitz   |
| ChristenUnie               | —        | 1 Sitz   | 1 Sitz   | 1 Sitz   | 1 Sitz   | 1 Sitz   | 1 Sitz   |
| DaadKrachtig Nederland     | —        | —        | —        | —        | 0 Sitze  | —        | —        |
| Algemeen Belang De Wolden  | 1 Sitz   | —        | —        | —        | —        | —        | —        |
| Ouderenpartijen            | 1 Sitz   | —        | —        | —        | —        | —        | —        |
| RPF                        | 1 Sitz   | —        | —        | —        | —        | —        | —        |
| GPV                        | 1 Sitz   | —        | —        | —        | —        | —        | —        |
| Gesamt                     | 19 Sitze | 19 Sitze | 19 Sitze | 19 Sitze | 19 Sitze | 19 Sitze | 19 Sitze |

### Bürgermeister und Beigeordnete
Zum College van burgemeester en wethouders (deutsch „Kollegium von Bürgermeister und Beigeordneten“) zählen folgende Personen:
Bürgermeisterin
- Inge Nieuwenhuizen (VVD) (Amtsantritt: 16. Dezember 2021)[1]

Beigeordnete
- Jan ten Kate (Gemeentebelangen)
- Mirjam Pauwels (VVD)
- Jan van ’t Zand (Gemeentebelangen)

Gemeindesekretär
- Nanne Kramer

## Wirtschaft
Die Wirtschaft der Gemeinde stützt sich auf drei Pfeiler: die Landwirtschaft, den Tourismus und das Kleingewerbe.

## Töchter und Söhne der Gemeinde
- Frits Slomp (1898–1978), Pastor und Widerstandskämpfer, geboren in Ruinerwold
- Jan Hendrik de Boer (1899–1971), Physiker, Chemiker und Hochschullehrer, geboren in Ruinen

## Sehenswürdigkeiten

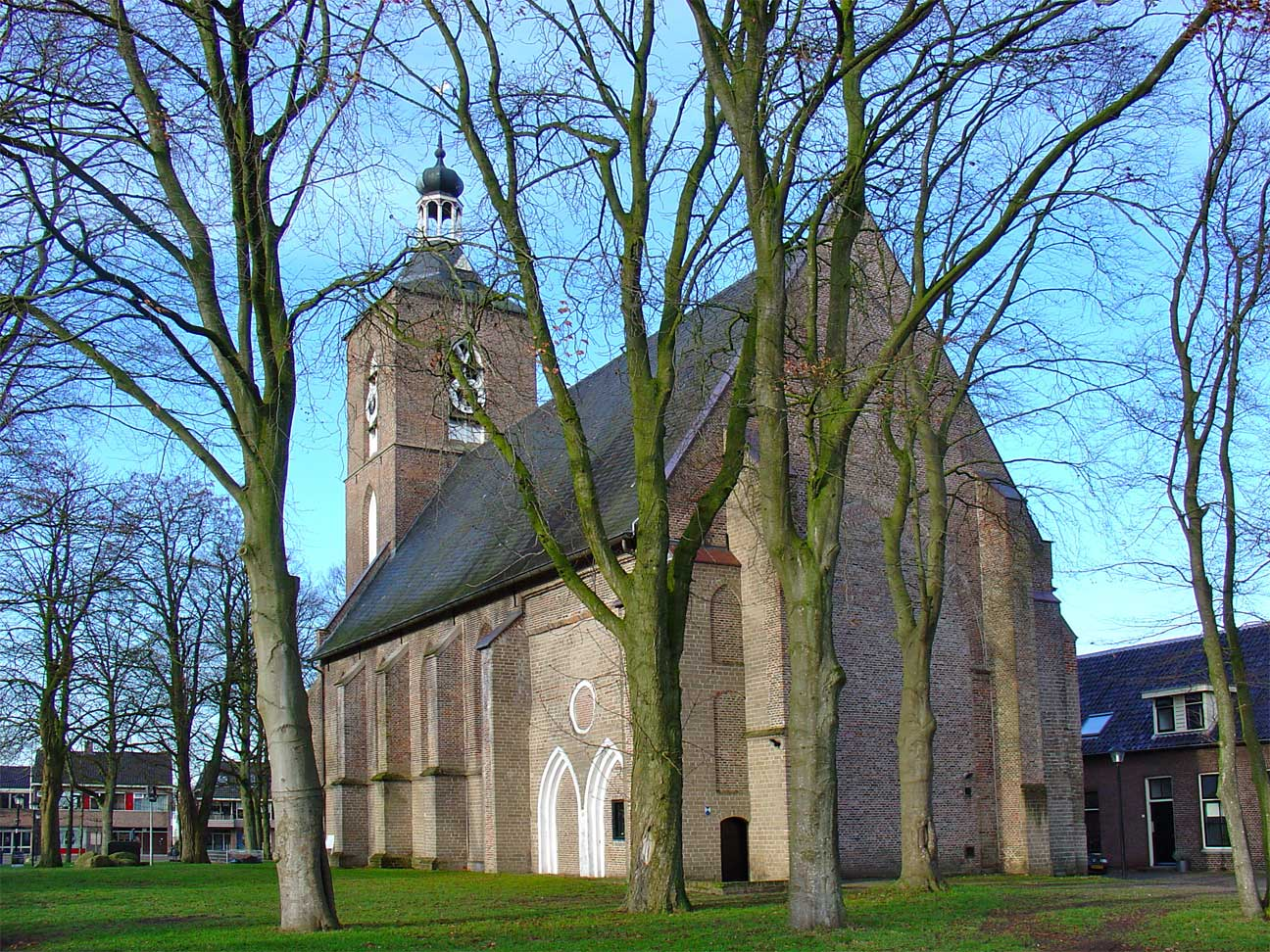
Marienkirche Ruinen

- Überall in der Gemeinde kann man während einer Radtour malerische, reetgedeckte, alte Bauernhöfe in sächsischer Bauart bewundern. Der Verkehrsverein in Ruinen gibt Faltblätter mit Radtourrouten heraus. Die Gemeinde ist reich an Campingplätzen.
- Ruinen ist ein bei Touristen sehr beliebtes Dorf. Am gemütlichen Dorfplatz Brink steht eine schöne, 1423 erbaute Kirche so wie mehrere kleine Restaurants und der Museumsbauernhof Pasmans Huus. Das Dorf besitzt auch eine um 1975 von einem Künstler angelegte Gartenanlage, die für Touristen geöffnet ist (Tuinen van Ruinen).
- Nordöstlich von Ruinen liegt der Naturpark Dwingelderveld, ein schönes Heidegebiet, wo der Schafhirte noch mit der Schafherde herumgeht. Im Südwesten der Heide ist ein Besucherzentrum eingerichtet worden.
- Zwischen Ruinen und dem südlicheren, an der Eisenbahn gelegenen Echten liegt der schöne, für Wanderungen sehr geeignete Wald „Boswachterij Ruinen“ (Forst Ruinen).
- In Ruinerwold und Oosteinde gibt es den Dr. De Larijweg, eine 7 km lange Straße, die schon jahrzehntelang von etwa 1400 Birnbäumen gesäumt wird.
- Ein ruhiger, aber abwechslungsreicher Bereich der Gemeinde ist das „Tal“ des Baches Reest an der Grenze zu Overijssel. Auch hier kann man gut radeln und wandern.
- Das schöne Dorf Echten hat ein schönes, um 1400 erbautes und im 18. Jahrhundert renoviertes Schloss (Huis te Echten), das jedoch von innen nicht besichtigt werden kann. Es beherbergt nämlich eine Psychiatrische Klinik.